# 美式足球位置

一个典型的球员位置示意图

在美式足球中，每一队在场上都有11个球员。由于美式足球的规则规定每支球队都可以在一档攻防结束后不受限制的更换球员，因此场上球员的类型会因為比赛状况的不同而发生变化。

## 進攻組

### 進攻線(Offensive Line)

#### 中鋒(Center, C)
中鋒列隊於攻擊線的正中央，在開球時負責將球傳給四分衛。

#### 哨鋒/护锋(Offensive Guard, OG)
列隊於中鋒的兩側，共有二員，體格強壯，負責替持球進攻的球員創造衝鋒的空間。

#### 絆鋒/截锋(Offensive Tackle, T或OT)
列隊於哨鋒的外側，左右各一員，為全隊身材最壯碩的球員，主要是在其所處位置附近做「阻擋」的工作。以上五名進攻球員是固定的，每一次交鋒前，必定列隊在攻擊線上。這五名球員的工作是在發球以後，「阻擋」防守的球員，並提供充份的保護給帶球衝鋒，或者是執行傳球進攻的持球者。

### 進攻核心

#### 四分衛(Quarterback, QB)
一般情況下，四分衛列隊於中鋒的後方，距離攻擊線1碼半左右的位置。四分衛是全隊的進攻核心，接到中鋒發球以後便由他來主導進攻，決定是要傳球或跑陣，有時四分衛自己也會持球衝鋒，不過出現的情況很少。

#### 跑卫(Runningback, RB)
跑衛是由「中衛/半卫」(halfback, HB)及「全衛」(fullback, FB)所組成的，一般列隊在攻擊線後四碼外，速度靈敏，由體型壯碩的全衛跑在前面開路，而由中衛跟在其後持球衝鋒。跑衛接到四分衛的遞球後，依據哨鋒與其它隊友阻擋的情形，來尋找縫隙，決定最有利的衝刺路線。而在傳球進攻時，跑衛則可以前衝而變成接球員，或是協助隊友保護四分衛。

#### 外接手(Wide Receiver, WR)
外接手若列隊在攻擊線上兩端最外側、稱做「翼鋒」(split end,SE) ，若列隊在攻擊線後一碼以外的地方，則成為所謂的「側衛」(flanker,FL) 。他們在四分衛傳球進攻時負責接球，體型多半較高瘦，但是有時也得替隊友阻擋。成功的傳球進攻能將球向前推進極為可觀的距離，外接手必須按照四分衛在發球前所指示的路徑向前衝，閃躲並甩開對方的盯人防守，以創造出有利於接球的條件。外接手在接球後仍然可以繼續持球衝鋒，直到被擒抱或者跑出界為止。

#### 邊鋒/近端锋(Tight End, TE)
邊鋒列隊於左或右絆鋒之外側，其角色較為多樣，時而協助內攻擊線鋒做阻擋，時而擔任接球員。
進攻的一方只有列隊在攻擊線上最靠外側的兩端各一員，以及線後一碼以外的任何「衛」員，才是「合法的接球員」，其它任何進攻的球員在球被四分衛傳出前，是不可以向前衝的，否則便成為「非法接球員前衝」(ineligible receiverdownfield)。

## 防守組

### 防守線(Defensive Line)

#### 防守絆鋒/防守截锋(Defensive Tackle, DT)
防守絆鋒列隊於防禦線的中間，最靠近球置放位置，由於要抵抗進攻中鋒或哨鋒正面的衝撞阻擋，因此體型多半極為壯碩。如果只安排一員列隊在攻方中鋒的正對面時，則稱之為「正絆鋒」(nose tackle, NT) ，意即他主要的任務就是對抗進攻一方的中鋒。

#### 防守邊鋒/防守端锋(Defensive End, DE)
防守邊鋒列隊於防守絆鋒之外側，左右各有一員，衝刺速度很快，主要的任務為追殺四分衛，使四分衛沒有足夠的時間來做出準確的傳球，或者是在四分衛尚未傳球之前就將之「擒殺」(sack)。在對方採用衝鋒進攻時，防守邊鋒也要能和防守絆鋒構成防禦的第一線，設法阻擋跑衛衝鋒。
防守邊鋒和防守絆鋒通常合稱為「防守線鋒」(defensive linemen)，人數多半是三到四員。

### 線衛(Linebacker, LB)
線衛列隊在防守線鋒之後，需要有較多的天賦及敏捷的反應，以及極佳的擒抱技巧，不讓持球的跑衛踰越雷池一步，在傳球進攻的情形時，則必須協助其它的隊友盯緊外接員及其它可能的接球員，破壞或攔截任何拋傳接球。在一般的情況下，線衛和防守線鋒共有七名球員，如果在列隊時有四名線鋒與三名線衛，則形成了所謂的「4 - 3 防禦」(4 - 3 defense) ，而其中的三名線衛再依照其相關位置分成一名「中線衛」(middle linebacker, MLB)與兩名「外線衛」(outside linebacker, OLB) 。反之，若是只有三名線鋒，而卻安排有四名線衛，則構成了「3 - 4 防禦」(3 – 4defense)，此時較靠近中間內側的兩名線衛，就被稱為「內線衛」(inside linebacker,ILB)。
通常防守一方的11名球員中，會有一名線衛來擔任類似進攻一方四分衛角色的球員，亦即防守組組長。在列隊時一旦發現了己方的弱點與漏洞時，要負責指揮與調度隊友來予以補強。
擔任防守線鋒與線衛的七名球員，合稱為「前線七員」(front seven)。

### 防守後衛(Defensive Back, DB)

#### 角衛(Cornerbacks, CB)
角衛是在最外兩側負責跟監外接員的防守球員，反應速度要快，能如影隨形地將外接員黏得密不透風，並阻撓四分衛的傳球。角衛若在傳球進攻時被外接員擺脫，將被對方攻下大量碼數。

#### 安全衛(Safety, S)
安全衛分為強衛 (strong safety, SS)和游衛 (free safety, FS)。當攻方採用衝鋒進攻時，強衛要像線衛一樣阻擋跑衛，在傳球進攻時，則要負責跟監邊鋒 。游衛並沒有一定的防守模式，通常於後場觀察對方的攻勢，當前線被突破或是出現漏洞時，必須阻止持球員。游衛已是最後一道防線，一旦失守，對方多半會達陣得分。

## 特勤组

### 踢球員

#### 踢球手(Kicker, K)
負責踢球得分(Field Goal)等，需要精確瞄準的踢球。

#### 控球員/扶球手(Holder, H)
負責在踢球員嘗試踢球得分時按住球，多是棄踢員或後備四分衛。

#### 弃踢手（Punter）
負責將球踢到對方半場，為己方防守組爭取空間，通常不需要精確瞄準。

#### 回攻員(Kickoff/Punt Returner, KR/PR)
負責接住對方的開場踢球/棄踢，然後向對方達陣區推進。

#### 長開球員(Long Snapper, LS)
負責將球傳給控球員或者棄踢員，多是後備中鋒。

#### 槍手(Gunner)
負責接住己方踢球員/棄踢員踢出的球，因為需要快速跑到對方半場接住橄榄球，所以對速度要求極高。